# Biréli Lagrène
Biréli Lagrène (født 4. september 1966 i Alsace, Frankrig) er en fransk guitarist.
Lagrène, der stammer fra rumænske sigøjnere, spiller sigøjnerjazz i stil med sit store forbillede Django Reinhardt. Han har spillet med Jaco Pastorius, Dennis Chambers, Elvin Jones, Joey DeFrancesco, Roy Haynes, Miroslav Vitous og Al Di Meola. 
Han har lavet en del soloplader med egne projekter.

## Udvalgt diskografi
- Live In Marciac
- Standards
- My Favourite Django
- Gipsy Project